# نيبوتيان ملك أشتوريش
نيبوتيان (باللاتينية: Nepotianus)‏ ملك أشتوريش في فترة وجيزة من سنة 842. شغل منصب كونت القصر في عهد سلفه ألفونسو الثاني.

## نسبه
بعض المصادر المتأخرة تجعله صهر ألفونسو، لكن ذلك غير ثابث من الناحية التاريخية، لأن الفونسو لم تعرف له أخت. أقدم سجل متوفر يذكر أنه من عائلة ألفونسو فقط.

## فترة حكمه
لم يحتفظ بالعرش لفترة طويلة. ففي نفس العام، هزمه راميرو في معركة جسر كورنيلانا، على ضفاف نهر نارسيا ، وتولى العرش باسم راميرو الأول.

## وصلات خارجية
- مقالة حول انقلاب راميرو على نيبوتيان

| سبقه ألفونسو الثاني | ملك أشتوريش 842 | تبعه راميرو الأول |